# Celestino Celestini
Celestino Celestini (Città di Castello, 1882 – Firenze, 1961) è stato un pittore e incisore italiano.

## Biografia
Celestino Celestini compie i suoi studi artistici all'Accademia delle Belle Arti di Firenze avendo Giovanni Fattori come suo maestro. Nel 1912 viene nominato in quella scuola professore d'incisione, incarico che ricoprirà fino al 1953. I suoi soggetti preferiti sono le vedute caratteristiche dei piccoli paesi rurali della Toscana e del Lazio.
La sua produzione verte principalmente sull'utilizzo dell'acquerello e dell'incisione, per la riproduzione in particolare di scorci di città, angoli caratteristici e peculiari dei paese che visita e frequenta, panorami delle terre del Lazio e della Toscana.
È possibile ammirare le sue opere presso la Galleria d'Arte Moderna di Firenze, al Gabinetto delle Stampe di Parigi e al British Museum di Londra.